# 델리의 후마윤 묘지
후마윤 묘지(힌두어: हुमयून का मक़बरा, 우르두어: ہمایون کا مقبره, Humayun's Tomb)는 무굴 제국의 황제였던 후마윤의 묘지이다. 인도의 델리에 위치해 있다. 1570년에 만들어졌으며 인도 최초의 정원식 무덤이다. 타지마할과 유사한 형태이다. 1993년 세계유산에 등록되었다.

## 역사
후마윤 묘지는 후마윤의 미망인이었던 하미다 바누 베굼의 요청에 따라 1562년에 짓기 시작해 1570년에 완성되었다. 남아시아에서 페르시아식 정원 형태를 가진 첫 번째 건물이었다.
1993년 세계유산 선정기준 제 2번(일정한 시간에 걸쳐 혹은 세계의 한 문화권내에서 건축, 기념물조각, 정원 및 조경디자인, 관련예술 또는 인간정주 등의 결과로서 일어난 발전사항들에 상당한 영향력을 행사한 유산)과 4번(가장 특징적인 사례의 건축양식으로서 중요한 문화적, 사회적, 예술적, 과학적, 기술적 혹은 산업의 발전을 대표하는 양식)을 만족해 세계유산으로 등록되었다.